# Arcadie Claret

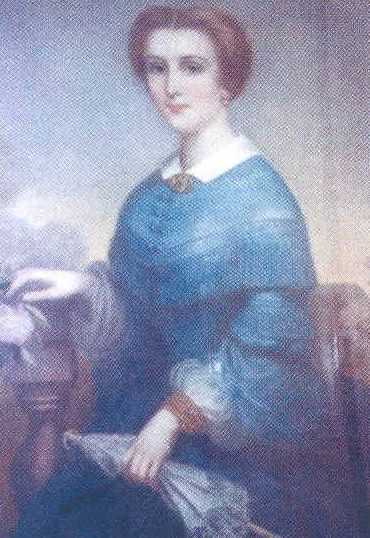
Arcadie

Marie Anne Arcadie Eugénie Claret (Elsene, 30 mei 1826 – Monheim, 13 januari 1897), vanaf 1863 barones von Eppinghoven, was gedurende meer dan twintig jaar de minnares van de Belgische koning Leopold I.

## Levensloop
Arcadie Claret was de dochter van de Brusselse majoor Charles-Joseph Claret (1789-1867), oudgediende in het leger van Napoleon, penningmeester binnen het Ministerie van Oorlog van de Kas voor Weduwen en Wezen van het Belgisch Leger, die afzwaaide met de graad van luitenant-kolonel. Zijn familie bezat voorheen de heerlijkheid Viescourt in de omgeving van Tubeke. Charles was getrouwd met Henriette Neetesonne (1795-1881) uit Gent. Ze kregen dertien kinderen van wie er acht in leven bleven. Het gezin bewoonde een groot herenhuis in een aanzienlijk park gelegen op wat de 'Etterbeekse Velden' werd genoemd.
Leopold I leerde Arcadie Claret kennen in 1842 of ten laatste in 1844. Ze was toen amper zestien of achttien en werd bijna onmiddellijk zijn minnares. Hij installeerde haar luxueus in een patriciërswoning, Koningsstraat, Sint-Joost-ten-Node (thans nummer 312). Omdat het liefdesleven van de koning niet onopgemerkt bleef en uitvoerig aan bod kwam in de pers, organiseerde hij in 1845 een schijnhuwelijk tussen Claret en zijn dienaar en vriend, de Coburger Ferdinand Meyer (Coburg 1808 - Karlsruhe 1864), die vervolgens de kinderen die de koning bij zijn minnares had verwekt als de zijne erkende. Meyer was weduwnaar van Virginie Wouters (1819-1841) van wie hij drie kinderen had.
De twee zonen van Leopold, Georg, geboren in Luik in 1849 en Christian, geboren in Laken in 1852, werden in de akten van de burgerlijke stand als Meyer ingeschreven.

## De 'clan' Claret
De koning bekommerde zich niet alleen om Arcadie, maar om het ganse gezin Claret. Hij zorgde ervoor dat de vader officier in de Leopoldorde werd. Drie broers van Arcadie werden militair en de koning volgde hun carrière en stak een handje toe waar nodig.
Zoon Edmond Claret (1828-1876) was pas zeventien toen hij in 1845, op voorspraak van Leopold, deel mocht uitmaken van de expeditie die met de schoener Louise-Marie naar Santo-Thomas in Guatemala voer. Hij bleef er tien jaar en toen hij in 1857 terugkwam was het opnieuw de koning die ervoor zorgde dat hij als onderluitenant onmiddellijk in het leger werd ingelijfd. Dankzij dezelfde voorspraak trok Edmond naar Mexico, in dienst van de onfortuinlijke keizerin Charlotte, dochter van Leopold. In 1866 kwam hij terug en hij nam zijn intrek in Duitsland bij Arcadie, waar ook zijn moeder en andere leden van het gezin verbleven. Daar zou hij, weduwnaar geworden, in 1870 een voornaam huwelijk aangaan met gravin Hildegard von Bocholt-Meschede (1845-).

## Het 'gezin' van Leopold en Arcadie
In 1849 baarde Arcadie discreet haar eerste zoon in het klooster Saint-Joseph des Filles de la Croix in Luik en keerde daarop naar Brussel terug. De kritiek op haar en haar opzichtige levensstijl was toen zo algemeen geworden dat ze begin oktober 1850, tegen de zin van de koning, naar Duitsland vertrok. Het is waarschijnlijk dat ze zich in Wiesbaden installeerde. Enkele dagen later overleed koningin Louise-Marie. Einde 1851 kwam Arcadie naar Brussel terug en zou voortaan wat discreter gaan leven.
Ze werd, met Leopold als geldschieter, eigenares van het kasteel van Stuyvenberg op twee stappen van het paleis van Laken, waar ze aan de koning de mogelijkheid van een nieuw huisgezin en van passende huiselijkheid kon bieden. Het met een nieuwe vleugel uitgebreide Stuyvenberg bood ook onderdak, zoals dat in de Koningsstraat het geval was geweest, aan de 'clan' Claret, in de eerste plaats haar moeder, en een paar van haar broers en zussen.
Arcadie was een goede pianiste en de koning luisterde graag naar haar vertolkingen. In september 1852 werd haar tweede zoon op Stuyvenberg geboren. In de daaropvolgende jaren kregen de twee jongens een prinselijke opvoeding, verstrekt door huisleraars. Leopold bracht een groot deel van zijn namiddagen, soms zelfs ganse dagen bij Arcadie en de kinderen door. Ze vergezelde hem vaak op zijn veelvuldige reizen of verbleef met hem in kuuroorden, zoals in Wiesbaden. In zijn oude dag werd ze zijn verzorgster en stond ze hem bij in zijn laatste ziekte.
Ze besefte dat ze na de dood van de koning onmogelijk op Stuyvenberg kon blijven wonen: pas had hij de geest gegeven of ze vertrok ijlings met de kinderen naar Duitsland. Ook haar moeder, een paar van haar broers en zussen, en een neefje dat wees was geworden, verhuisden met haar. Ze verkocht het kasteel aan een stroman van Leopold II en het werd later ondergebracht bij de eigendommen van de Koninklijke Schenking.

## Liefde
De twintig jaar durende verhouding tussen Leopold I en Arcadie Claret is zonder twijfel van een grote intensiteit geweest. Na 1850 was zij, tot aan zijn dood in 1865, de enige vrouw in zijn leven, ook al waren er geruchten dat hij af en toe nog eens een korte relatie had met andere vrouwen. Arcadie bleef al die jaren in zijn onmiddellijke omgeving, zowel in Laken als tijdens zijn vele reizen en verblijven in het buitenland.
De nazaten hebben kattebelletjes bewaard die de koning naar Arcadie stuurde en die geen twijfel laten over de intensiteit van zijn verliefdheid. Hij ondertekende deze briefjes met een 'L' en een hartje, zoals een verliefde tiener zou doen. Zo'n briefje luidt: Arcadie, ik bemin en aanbid je («Arcadie, je t’aime et je t’adore »).
In een agenda van Arcadie voor het jaar 1854 kan men vaststellen dat hij een liefdevolle minnaar was. De korte zinnen die ze aan hun relatie wijdde laten hierover geen twijfel. Zo schrijft ze: Vandaag zag ik mijn vriend driemaal, hij is zo goed geweest voor me («J’ai vu trois fois mon ami, il a été si bon pour moi»); Heel groot feest. Passie («Très grande fête. Passion») ; Groot feest, zeer wellustig (« Grande fête, très voluptueux»); Zijn bezoek vanmorgen heeft me gelukkig gemaakt, hij was zeer liefhebbend («Le matin, sa visite m’a rendue heureuse, il était bien aimant»); Ochtendbezoek met camelia's, namiddagbezoek met een heerlijke ruiker. Tedere beloften («Visite le matin, camélias, visite l’après-midi, bouquet délicieux. Doux serments»); Heerlijk! Liefde vol passie ( «Délicieux! Amour passion »).
Einde 1864 - begin 1865 verbleef Leopold in Engeland en Arcadie reisde hem achterna. In verschillende buitenlandse kranten werd bericht dat het paar tijdens die reis een morganatisch huwelijk was aangegaan. Het Hof hield zoals steeds de stelling aan niet te antwoorden op dergelijke berichten, maar toch werd na enige tijd een uitzondering gemaakt en werd in het Staatsblad van 4 mei 1865 een logenstraffing gepubliceerd. Zo kregen de kranten in België, die tot dantoe discreet waren gebleven, de gelegenheid om op dit bericht te reageren en enig scepticisme te verwoorden. 'Il y a dans toute cette affaire un mystère qui nous paraît inexpliquable, schreef Gazette de Liège.

## Na Leopold

Wapenschild von Eppinghoven

Leopold had vooraf haar toekomst en die van hun twee zonen veilig gesteld, zowel materieel als sociaal.
In 1851 had hij aan Arcadie een van zijn eigendommen geschonken, een tot chique residentie omgebouwde hoeve in Monheim (Duitsland) op een domein van 180 ha. Het was oorspronkelijk een oude abdijhoeve, genaamd "Eppinghoven". Waarschijnlijk werden de gebouwen te bescheiden gevonden door Arcadie, die paleizen en luxehotels gewoon was geworden en in 1863 liet ze op de plek genaamd 'Katzberg' een aanzienlijk kasteel bouwen, waar ze na 1865 de rest van haar leven doorbracht. De zonen verkochten het later en in 1928 werd het kasteel afgebroken.
Het was onder de naam Eppinghoven dat Arcadie en haar zonen werden geadeld, zij in 1863, haar zonen al in 1862. In 1861 was ze in Coburg gescheiden van Meyer, drie jaar voor diens dood, wat de weg opende om zelf, alsook haar twee zoons, in de adelstand te worden opgenomen. Dit gebeurde niet zonder slag of stoot. Leopold had eigenlijk aangedrongen om ze in de Belgische adel op te nemen, maar, zo schreef minister van Binnenlandse Zaken Alphonse Vandenpeereboom in zijn dagboek: Nous nous y sommes énergiquement opposés. Er bleef de koning niets anders over dan beroep te doen op zijn neef, de hertog van Saksen-Coburg, die de opnamen in de Coburgse adel regelde. Langs die omweg dacht de koning zijn geliefde en zijn zonen toch nog in de Belgische adel te krijgen. Hij reageerde dan ook furieus, zo schreef opnieuw Vandenpeereboom, toen de regering weigerde een vroeger Koninklijk Besluit in te trekken waarin bepaald werd dat buitenlandse adellijke titels in België niet erkend werden.
De koning had ook nog, via een door hem opgerichte en gespijsde Coburgse 'Leopoldstiftung für Krankenpflege' de materiële toekomst van Arcadie en haar zoons gewaarborgd. Onder die naam, die de indruk gaf dat het om een weldadigheidsactiviteit ging, schuilde het aanzienlijke kapitaal dat Leopold voor zijn vriendin en voor hun kinderen bestemde. De kostbare levensstijl van Arcadie, die haar koninklijke minnaar 31 jaar overleefde, de speelzucht van Georg en - voor wat betreft Arthur - de hollende inflatie in Duitsland na de Eerste Wereldoorlog, maakten dat na één generatie het spaargeld als sneeuw voor de zon was gesmolten.
In 1870 had Arcadie voor haar zoons ook het Domein Langfort in Langenfeld aangekocht, dat tot in 1804 aan de adellijke familie de Velbrück had toebehoord. Vanaf 1913 kreeg het domein een landbouwbestemming. In 1922/23 werd er aan het bestaande gebouw uitbreiding gegeven om er een echt boerenerf van te maken en er werd ook een toren aangebouwd met een kleine beiaard. Vanaf 1936 was het goed een proefstation voor het kweken van zaden. In 1961 werd de stad Düsseldorf eigenaar en in 1981 de stad Langenfeld. Het was ondertussen omgebouwd voor de ruiterssport, wat in 2001 de "Landes-Reit und Fahrschule Rheinland" geworden is. De Von Eppinghovens verkochten het domein waarschijnlijk in 1913 of zo niet ten laatste in 1922.

## Stamboom familie von Eppinghoven
|                                    |                                    |                                    |                                    |                                    |                                    |                           |                           |                                |                                |                                |                                |                                |                                |                        |                        |                        |                        |                        |                        | Leopold I van België   | Leopold I van België   | Leopold I van België   | Leopold I van België   | Leopold I van België   | Leopold I van België   |                       |                       | Arcadie Claret        | Arcadie Claret        | Arcadie Claret | Arcadie Claret | Arcadie Claret          | Arcadie Claret          |                         |                         |                         |                         |                        |                        |                              |                              |                              |                              |                              |                              |                   |                   |                   |                   |
|                                    |                                    |                                    |                                    |                                    |                                    |                           |                           |                                |                                |                                |                                |                                |                                |                        |                        |                        |                        |                        |                        | Leopold I van België   | Leopold I van België   | Leopold I van België   | Leopold I van België   | Leopold I van België   | Leopold I van België   |                       |                       | Arcadie Claret        | Arcadie Claret        | Arcadie Claret | Arcadie Claret | Arcadie Claret          | Arcadie Claret          |                         |                         |                         |                         |                        |                        |                              |                              |                              |                              |                              |                              |                   |                   |                   |                   |
|                                    |                                    |                                    |                                    |                                    |                                    |                           |                           |                                |                                |                                |                                |                                |                                |                        |                        |                        |                        |                        |                        |                        |                        |                        |                        |                        |                        |                       |                       |                       |                       |                |                |                         |                         |                         |                         |                         |                         |                        |                        |                              |                              |                              |                              |                              |                              |                   |                   |                   |                   |
|                                    |                                    |                                    |                                    |                                    |                                    |                           |                           |                                |                                |                                |                                |                                |                                |                        |                        |                        |                        |                        |                        |                        |                        |                        |                        |                        |                        |                       |                       |                       |                       |                |                |                         |                         |                         |                         |                         |                         |                        |                        |                              |                              |                              |                              |                              |                              |                   |                   |                   |                   |
|                                    |                                    |                                    |                                    |                                    |                                    |                           |                           |                                |                                |                                |                                | Georg von Eppinghoven          | Georg von Eppinghoven          | Georg von Eppinghoven  | Georg von Eppinghoven  | Georg von Eppinghoven  | Georg von Eppinghoven  |                        |                        | Anna Brust             | Anna Brust             | Anna Brust             | Anna Brust             | Anna Brust             | Anna Brust             |                       |                       |                       |                       |                |                |                         |                         |                         |                         | Arthur von Eppinghoven  | Arthur von Eppinghoven  | Arthur von Eppinghoven | Arthur von Eppinghoven | Arthur von Eppinghoven       | Arthur von Eppinghoven       |                              |                              | Anna Lydia Harris            | Anna Lydia Harris            | Anna Lydia Harris | Anna Lydia Harris | Anna Lydia Harris | Anna Lydia Harris |
|                                    |                                    |                                    |                                    |                                    |                                    |                           |                           |                                |                                |                                |                                | Georg von Eppinghoven          | Georg von Eppinghoven          | Georg von Eppinghoven  | Georg von Eppinghoven  | Georg von Eppinghoven  | Georg von Eppinghoven  |                        |                        | Anna Brust             | Anna Brust             | Anna Brust             | Anna Brust             | Anna Brust             | Anna Brust             |                       |                       |                       |                       |                |                |                         |                         |                         |                         | Arthur von Eppinghoven  | Arthur von Eppinghoven  | Arthur von Eppinghoven | Arthur von Eppinghoven | Arthur von Eppinghoven       | Arthur von Eppinghoven       |                              |                              | Anna Lydia Harris            | Anna Lydia Harris            | Anna Lydia Harris | Anna Lydia Harris | Anna Lydia Harris | Anna Lydia Harris |
|                                    |                                    |                                    |                                    |                                    |                                    |                           |                           |                                |                                |                                |                                |                                |                                |                        |                        |                        |                        |                        |                        |                        |                        |                        |                        |                        |                        |                       |                       |                       |                       |                |                |                         |                         |                         |                         |                         |                         |                        |                        |                              |                              |                              |                              |                              |                              |                   |                   |                   |                   |
|                                    |                                    |                                    |                                    |                                    |                                    |                           |                           |                                |                                |                                |                                |                                |                                |                        |                        |                        |                        |                        |                        |                        |                        |                        |                        |                        |                        |                       |                       |                       |                       |                |                |                         |                         |                         |                         |                         |                         |                        |                        |                              |                              |                              |                              |                              |                              |                   |                   |                   |                   |
| Henriette-Marianna von Eppinghoven | Henriette-Marianna von Eppinghoven | Henriette-Marianna von Eppinghoven | Henriette-Marianna von Eppinghoven | Henriette-Marianna von Eppinghoven | Henriette-Marianna von Eppinghoven |                           |                           | Heinrich-Georg von Eppinghoven | Heinrich-Georg von Eppinghoven | Heinrich-Georg von Eppinghoven | Heinrich-Georg von Eppinghoven | Heinrich-Georg von Eppinghoven | Heinrich-Georg von Eppinghoven |                        |                        | Anna Lintermann        | Anna Lintermann        | Anna Lintermann        | Anna Lintermann        | Anna Lintermann        | Anna Lintermann        |                        |                        | Claude Eric Tebbitt    | Claude Eric Tebbitt    | Claude Eric Tebbitt   | Claude Eric Tebbitt   | Claude Eric Tebbitt   | Claude Eric Tebbitt   |                |                | Arcadie von Eppinghoven | Arcadie von Eppinghoven | Arcadie von Eppinghoven | Arcadie von Eppinghoven | Arcadie von Eppinghoven | Arcadie von Eppinghoven |                        |                        | Louise-Marie von Eppinghoven | Louise-Marie von Eppinghoven | Louise-Marie von Eppinghoven | Louise-Marie von Eppinghoven | Louise-Marie von Eppinghoven | Louise-Marie von Eppinghoven |                   |                   |                   |                   |
| Henriette-Marianna von Eppinghoven | Henriette-Marianna von Eppinghoven | Henriette-Marianna von Eppinghoven | Henriette-Marianna von Eppinghoven | Henriette-Marianna von Eppinghoven | Henriette-Marianna von Eppinghoven |                           |                           | Heinrich-Georg von Eppinghoven | Heinrich-Georg von Eppinghoven | Heinrich-Georg von Eppinghoven | Heinrich-Georg von Eppinghoven | Heinrich-Georg von Eppinghoven | Heinrich-Georg von Eppinghoven |                        |                        | Anna Lintermann        | Anna Lintermann        | Anna Lintermann        | Anna Lintermann        | Anna Lintermann        | Anna Lintermann        |                        |                        | Claude Eric Tebbitt    | Claude Eric Tebbitt    | Claude Eric Tebbitt   | Claude Eric Tebbitt   | Claude Eric Tebbitt   | Claude Eric Tebbitt   |                |                | Arcadie von Eppinghoven | Arcadie von Eppinghoven | Arcadie von Eppinghoven | Arcadie von Eppinghoven | Arcadie von Eppinghoven | Arcadie von Eppinghoven |                        |                        | Louise-Marie von Eppinghoven | Louise-Marie von Eppinghoven | Louise-Marie von Eppinghoven | Louise-Marie von Eppinghoven | Louise-Marie von Eppinghoven | Louise-Marie von Eppinghoven |                   |                   |                   |                   |
|                                    |                                    |                                    |                                    |                                    |                                    |                           |                           |                                |                                |                                |                                |                                |                                |                        |                        |                        |                        |                        |                        |                        |                        |                        |                        |                        |                        |                       |                       |                       |                       |                |                |                         |                         |                         |                         |                         |                         |                        |                        |                              |                              |                              |                              |                              |                              |                   |                   |                   |                   |
|                                    |                                    |                                    |                                    |                                    |                                    |                           |                           |                                |                                |                                |                                |                                |                                |                        |                        |                        |                        |                        |                        |                        |                        |                        |                        |                        |                        |                       |                       |                       |                       |                |                |                         |                         |                         |                         |                         |                         |                        |                        |                              |                              |                              |                              |                              |                              |                   |                   |                   |                   |
|                                    |                                    |                                    |                                    | Alarich von Eppinghoven            | Alarich von Eppinghoven            | Alarich von Eppinghoven   | Alarich von Eppinghoven   | Alarich von Eppinghoven        | Alarich von Eppinghoven        |                                |                                | Anna Margarete Ziggert         | Anna Margarete Ziggert         | Anna Margarete Ziggert | Anna Margarete Ziggert | Anna Margarete Ziggert | Anna Margarete Ziggert |                        |                        | Jürgen von Eppinghoven | Jürgen von Eppinghoven | Jürgen von Eppinghoven | Jürgen von Eppinghoven | Jürgen von Eppinghoven | Jürgen von Eppinghoven |                       |                       |                       |                       |                |                |                         |                         |                         |                         |                         |                         |                        |                        |                              |                              |                              |                              |                              |                              |                   |                   |                   |                   |
|                                    |                                    |                                    |                                    | Alarich von Eppinghoven            | Alarich von Eppinghoven            | Alarich von Eppinghoven   | Alarich von Eppinghoven   | Alarich von Eppinghoven        | Alarich von Eppinghoven        |                                |                                | Anna Margarete Ziggert         | Anna Margarete Ziggert         | Anna Margarete Ziggert | Anna Margarete Ziggert | Anna Margarete Ziggert | Anna Margarete Ziggert |                        |                        | Jürgen von Eppinghoven | Jürgen von Eppinghoven | Jürgen von Eppinghoven | Jürgen von Eppinghoven | Jürgen von Eppinghoven | Jürgen von Eppinghoven |                       |                       |                       |                       |                |                |                         |                         |                         |                         |                         |                         |                        |                        |                              |                              |                              |                              |                              |                              |                   |                   |                   |                   |
|                                    |                                    |                                    |                                    |                                    |                                    |                           |                           |                                |                                |                                |                                |                                |                                |                        |                        |                        |                        |                        |                        |                        |                        |                        |                        |                        |                        |                       |                       |                       |                       |                |                |                         |                         |                         |                         |                         |                         |                        |                        |                              |                              |                              |                              |                              |                              |                   |                   |                   |                   |
|                                    |                                    |                                    |                                    |                                    |                                    |                           |                           |                                |                                |                                |                                |                                |                                |                        |                        |                        |                        |                        |                        |                        |                        |                        |                        |                        |                        |                       |                       |                       |                       |                |                |                         |                         |                         |                         |                         |                         |                        |                        |                              |                              |                              |                              |                              |                              |                   |                   |                   |                   |
| Armin von Eppinghoven              | Armin von Eppinghoven              | Armin von Eppinghoven              | Armin von Eppinghoven              | Armin von Eppinghoven              | Armin von Eppinghoven              |                           |                           | Peri Olga Schleining           | Peri Olga Schleining           | Peri Olga Schleining           | Peri Olga Schleining           | Peri Olga Schleining           | Peri Olga Schleining           |                        |                        | Ralph von Eppinghoven  | Ralph von Eppinghoven  | Ralph von Eppinghoven  | Ralph von Eppinghoven  | Ralph von Eppinghoven  | Ralph von Eppinghoven  |                        |                        | Elizabeth Fricker      | Elizabeth Fricker      | Elizabeth Fricker     | Elizabeth Fricker     | Elizabeth Fricker     | Elizabeth Fricker     |                |                |                         |                         |                         |                         |                         |                         |                        |                        |                              |                              |                              |                              |                              |                              |                   |                   |                   |                   |
| Armin von Eppinghoven              | Armin von Eppinghoven              | Armin von Eppinghoven              | Armin von Eppinghoven              | Armin von Eppinghoven              | Armin von Eppinghoven              |                           |                           | Peri Olga Schleining           | Peri Olga Schleining           | Peri Olga Schleining           | Peri Olga Schleining           | Peri Olga Schleining           | Peri Olga Schleining           |                        |                        | Ralph von Eppinghoven  | Ralph von Eppinghoven  | Ralph von Eppinghoven  | Ralph von Eppinghoven  | Ralph von Eppinghoven  | Ralph von Eppinghoven  |                        |                        | Elizabeth Fricker      | Elizabeth Fricker      | Elizabeth Fricker     | Elizabeth Fricker     | Elizabeth Fricker     | Elizabeth Fricker     |                |                |                         |                         |                         |                         |                         |                         |                        |                        |                              |                              |                              |                              |                              |                              |                   |                   |                   |                   |
|                                    |                                    |                                    |                                    |                                    |                                    |                           |                           |                                |                                |                                |                                |                                |                                |                        |                        |                        |                        |                        |                        |                        |                        |                        |                        |                        |                        |                       |                       |                       |                       |                |                |                         |                         |                         |                         |                         |                         |                        |                        |                              |                              |                              |                              |                              |                              |                   |                   |                   |                   |
|                                    |                                    |                                    |                                    |                                    |                                    |                           |                           |                                |                                |                                |                                |                                |                                |                        |                        |                        |                        |                        |                        |                        |                        |                        |                        |                        |                        |                       |                       |                       |                       |                |                |                         |                         |                         |                         |                         |                         |                        |                        |                              |                              |                              |                              |                              |                              |                   |                   |                   |                   |
|                                    |                                    |                                    |                                    | Alexander von Eppinghoven          | Alexander von Eppinghoven          | Alexander von Eppinghoven | Alexander von Eppinghoven | Alexander von Eppinghoven      | Alexander von Eppinghoven      |                                |                                |                                |                                |                        |                        | Konrad von Eppinghoven | Konrad von Eppinghoven | Konrad von Eppinghoven | Konrad von Eppinghoven | Konrad von Eppinghoven | Konrad von Eppinghoven |                        |                        | Derek von Eppinghoven  | Derek von Eppinghoven  | Derek von Eppinghoven | Derek von Eppinghoven | Derek von Eppinghoven | Derek von Eppinghoven |                |                |                         |                         |                         |                         |                         |                         |                        |                        |                              |                              |                              |                              |                              |                              |                   |                   |                   |                   |